# Stomatanthes pernambucensis
Stomatanthes pernambucensis là một loài thực vật có hoa trong họ Cúc. Loài này được (B.L.Rob.) H.Rob. miêu tả khoa học đầu tiên năm 1970.